# Nučice (Nyugat-prágai járás)
Nučice település Csehországban, Nyugat-prágai járásban. Nučice Rudná, Vysoký Újezd, Loděnice, Mezouň, Chrustenice, Dobříč, Tachlovice és Jinočany településekkel határos. Lakosainak száma 2409 fő (2024. január 1.).

## Népesség
A település lakosságának változását az alábbi diagram mutatja:
| Lakosok száma | 438  | 694  | 1388 | 1139 | 950  | 914  | 2181 | 2240 | 2285 | 2409 |
|               | 1869 | 1890 | 1921 | 1950 | 1980 | 2001 | 2017 | 2019 | 2022 | 2024 |